# Guillaume Pley
Guillaume Pley (* 26. Juli 1985 in Sainte-Adresse, Département Seine-Maritime) ist ein französischer Entertainer und Hörfunkmoderator.

## Leben
Pley debütierte in den Jahren 2004/2005 bei mehreren Sendern, bevor er eine Ausbildung zum Hörfunkmoderator absolvierte.
Anschließend gelang Pley der Durchbruch bei seinem Wechsel von Frankreich nach Belgien zu Fun Radio, gefolgt von NRJ und seiner eigenen Sendung (Guillaume Radio Libre) auf Goom Radio, welche er vom 11. Juli 2011 bis zum 20. August 2011 moderierte.
Seit September 2011 steht er wieder bei NRJ unter Vertrag, wo er Sébastien Cauet bis zu dessen Rückkehr ersetzte und in der Folge die Nachtshow übernahm, wo er mit seiner eigenen Emission Guillaume Radio 2.0 vertreten ist.

## Parodien
Pley verwirklichte mehrere Parodien auf verschiedene bekannte Songs, welche auch auf dem Videokanal YouTube zu finden sind:
- Parodie auf Alors on danse von Stromae unter dem Titel Alors on bande
- Gemeinsame Videoparodie mit James Deano unter dem Titel J'prends sur moi
- Parodie auf Celui von Colonel Reyel unter dem Titel Colonel Kidifo
- Im Mai 2011 veröffentlichte er eine Parodie auf Chérie Coco von Magic Système unter dem Titel Toxicoco

Aussagen nach sind weitere Parodien und Videoclips (u. a. Versteckte Kamera) geplant.